# 曹性
曹 性（そう せい、生没年不詳）は、中国後漢時代末期の武将。

## 正史の事跡
| 姓名         | 曹性             |
| 時代         | 後漢時代         |
| 生没年       | 〔不詳〕         |
| 字・別号     | 〔不詳〕         |
| 出身地       | 〔不詳〕         |
| 職官         | 将（郝萌の部将） |
| 爵位・号等   | -                |
| 陣営・所属等 | 呂布             |
| 家族・一族   | 〔不詳〕         |

呂布軍の郝萌配下。史書での記述は、『三国志』魏書呂布伝の注に引用されている『英雄記』にしか見られない。
建安元年（196年）6月、郝萌が呂布に対して謀反を起こそうとすると、曹性がこれを諫止したが、郝萌は聞き入れずに決行したとされる。郝萌は一時呂布を敗走させることに成功したが、高順の迅速な反撃により反乱は失敗に終わった。このため逃走中に、曹性は郝萌を見限ってこれに襲いかかり、郝萌の腕を切り落としたが、曹性自身も負傷した。そこへ高順が駆けつけて郝萌の首をはね、曹性を救護したという。
反乱後、曹性は郝萌が袁術と呂布軍の参謀陳宮と共謀し、反乱を企んだと証言した。陳宮も赤面するばかりで否定しなかったが、この件については結局不問にされた。曹性自身は、郝萌の謀反を諌めたと述べたことにより、呂布から賞賛を受け、郝萌の旧部隊の指揮権を委ねられた。以降、曹性の記述は史書に見当たらない。

## 物語中の曹性
小説『三国志演義』では、呂布配下の八健将の1人（序列第4位）として登場しており、史実よりも身分が高い。最初の曹操との戦いでは、後一歩まで曹操を追い詰めるが、曹操軍の典韋に撃退される。
沛城の戦いでは、追われる高順を救おうとして、曹操軍の夏侯惇の片目を弓矢で射抜く。しかし、それに激怒した夏侯惇の槍の一撃を顔面に食らい、命を落としてしまう。